# 希科里格羅夫鎮區 (密蘇里州沃倫縣)
希科里格羅夫鎮區（英語：Hickory Grove Township）是位於美國密蘇里州沃倫縣的一個行政鎮區。

## 地方資料
希科里格羅夫鎮區的面積為195.00平方千米，當中陸地面積為190.60平方千米，而水域面積為4.40平方千米。根據2020年美國人口普查的數據，當地共有人口11265人，而人口密度為每平方千米57.77人。